# 6935 Морісот
6935 Морісот (6935 Morisot) — астероїд головного поясу, відкритий 24 вересня 1960 року.
Тіссеранів параметр щодо Юпітера — 3,604.